# Флигель

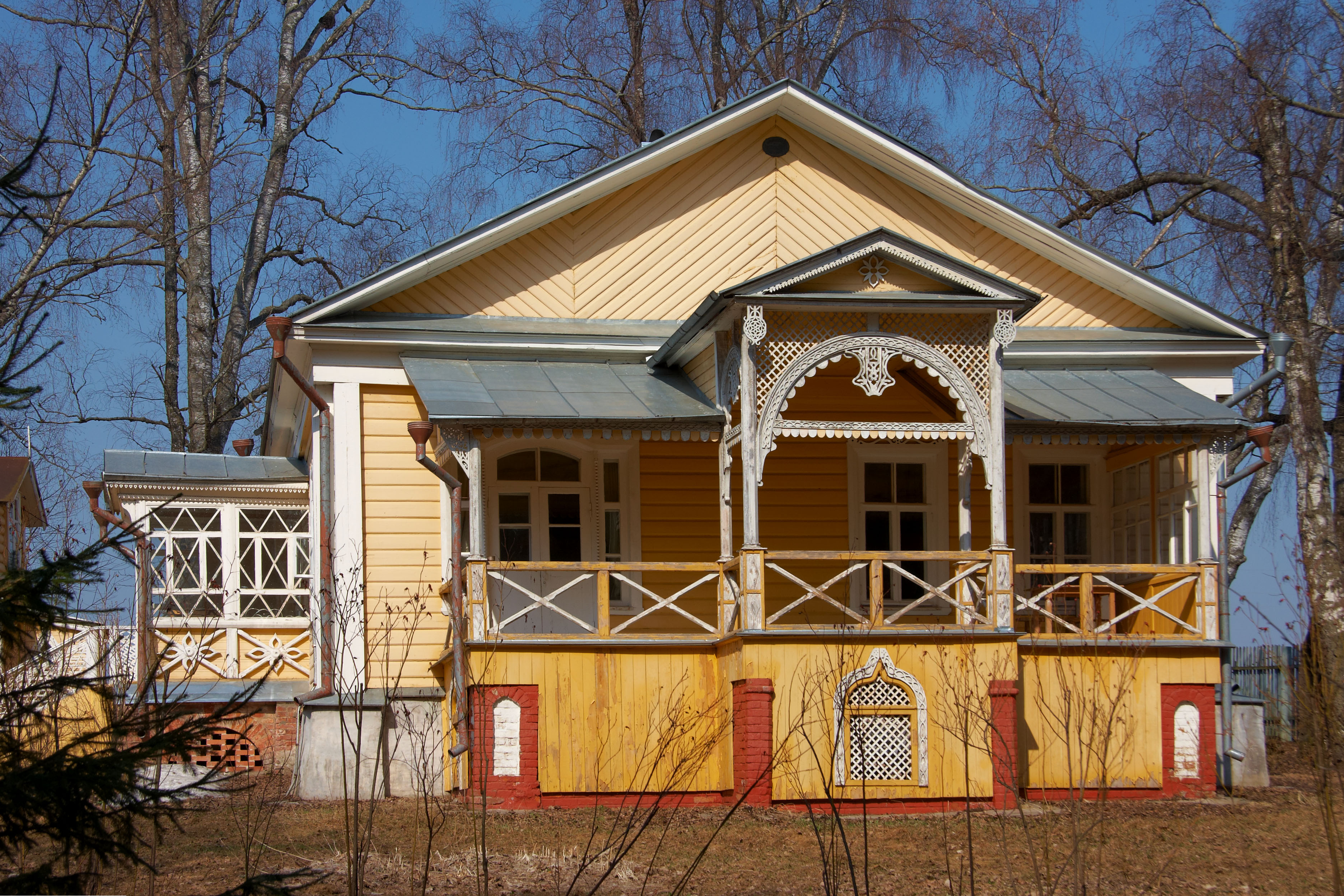
Флигель в усадьбе Мураново

Фли́гель (от нем. Flügel, основное значение — крыло, боковая пристройка) — вспомогательная пристройка к жилому или нежилому дому, а также отдельно стоящая второстепенная постройка.
Флигели входили в комплекс городской или сельской усадьбы и располагались по бокам от основного здания. Такая композиция характерна для усадеб, построенных в стиле русского классицизма во второй половине XVIII — начале XIX века.
Здания, построенные в классическом или палладианском стиле, соединены колоннадами с более мелкими и низкими зданиями, что в совокупности образует двор. В средневековье было принято увеличивать основное строение за счёт боковых пристроек, чтобы придать дворцу или особняку более величественный внешний вид. Версаль под Парижем, Сан-Суси (Прусский Версаль) в Потсдаме и Латеранский дворец в Риме служат яркими примерами.
В современности флигель или крыло используются в архитектуре как общественных, так и коммерческих зданий. Пристройки зачастую выполняют конкретные функции (например, в школах или больницах), им иногда дают отдельные названия. Наличие пристроек позволяет увеличить количество путей на случай эвакуации и повысить уровень естественного освещения в здании.